# Skultuna kyrka
Skultuna kyrka är en kyrkobyggnad som tillhör Norrbo församling i Västerås stift och är belägen ungefär 1 km söder om Skultuna tätort och ungefär 9 km norr om Västerås stad. Kyrkan är ursprungligen uppförd under högmedeltiden, men är i dag framför allt präglad av en stor ombyggnad på 1700-talet, troligtvis ritad av Carl Fredrik Adelcrantz. Interiören är i stort ett resultat från en renovering på 1950-talet då man försökte återskapa ett 1700-talsutseende.
En stor del av kyrkans föremål är tillverkade av mässing, vilket beror på närheten till Skultuna Messingsbruk. Men det finns, bland annat, också en dopfunt från omkring 1200 och ett par medeltida ljusänglar.
Kyrkan ingår i riksintresse för kulturmiljövården Svartåns dalgång med Skultuna bruk [U 19] där de medeltida kyrkorna i Skerike och Skultuna anges som uttryck för riksintresset.

## Kyrkobyggnaden

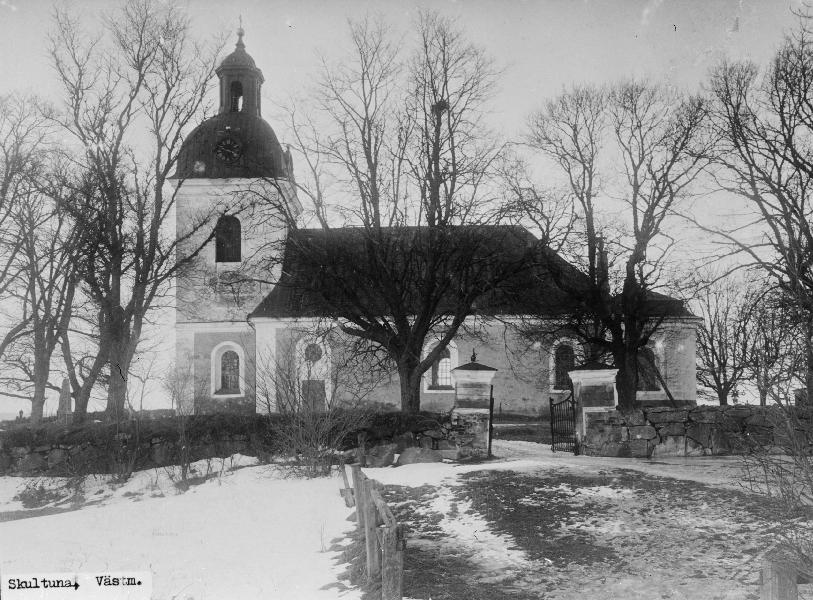
Skultuna kyrka, fotograferad 1899.

Kyrkobyggnaden består av ett långhus med ett torn i väster, ett gravkor i öster som används som kor och sakristia i norr. Väggarna i långhuset och sakristian består av gråsten, bortsett från övre delen som, liksom torn och kor, är byggda i tegel. Fasaderna är putsade och färgade i gult och vitt. Lisener och hörnstenar är rusticerade och runt ingångarna i söder och väster finns skulpterade portaler i kalksten. Sockeln utgörs av cementputs. Det finns två större rundbågiga fönster på vardera långväggen i långhuset och två på tornet, samt ett mindre halvrunt över söderportalen och ett runt på korväggen. Alla tak, ett delvis valmat sadeltak över långhuset, tälttak över sakristian och kupoltak över koret, är klädda med kopparplåt. Tornet har en kopparklädd huv med en fyrsidig lanternin.
Över det enskeppiga kyrkorummet ligger ett högt tunnvalv i trä, medan golven består av lackat tegel. Altaret står i koret i öst och ovanför det finns ett runt fönster med glasmålningar. I väst finns en orgelläktare. Bänkarna som står i två kvarter med mittgång emellan är slutna, och längst fram i långhuset står predikstolen.

## Historia

### Medeltid
I Skultuna kyrka finns en relativt välbevarad medeltida dopfunt, som har daterats till omkring 1200. Det tyder på att det redan vid den här tiden fanns en kyrka i närheten av den nuvarande, troligtvis i trä, även om man inte har hittat några spår efter den.
Omkring år 1300 uppfördes den nuvarande kyrkan och hade då ett kortare och lägre långhus än i dag, sakristia i norr och vapenhus i söder. En avbildning av Olof Grau från mitten av 1700-talet visar att kyrkan hade höga gavlar och ett tredelat fönster på korsidan. Dessutom fanns en spånklädd klockstapel på kyrkogården. På 1400-talet uppförde man valv i tegel över kyrkorummet, vilka troligtvis blev målade med kalkmålningar som i dag inte finns kvar.

### Efterreformatorisk tid
Redan på 1600-talet hade valven börjat rämna och behövde åtgärdas. Till att börja med stabiliserades de med dragjärn, men det räckte inte. På 1670-talet revs valven över långhuset och ersattes med det nuvarande tunnvalvet i trä. Arbetet bekostades delvis av kammarrådet Isaac Cronström som ägde Skultuna Messingsbruk.
Även nästa stora ombyggnad, 1770-1772, skulle delvis bekostas av brukspatronen på mässingsbruket, den här gången Carl Jacob Adlerwald. Långhuset förlängdes västerut och tornet i väst uppfördes. Samtidigt revs troligtvis det medeltida vapenhuset och klockstapeln, efter att klockorna flyttat till det nya tornet 1771. Ritningen till ombyggnationen finns bevarad, och även om den inte är signerad är det troligtvis arkitekt Carl Fredrik Adelcrantz som stått bakom den.
Något år senare skulle kyrkan få sitt nuvarande omfång då Carl Jakob Adlerwald uppförde koret i öst som gravkor åt sig och sin familj. Också detta ritades av Adelcrantz och redan från början placerades kyrkans altare i det nya koret. Även inredningen förändrades under de följande åren, bland annat tillkom predikstolen, orgelläktaren och nya bänkar. Det medeltida kryssvalvet i sakristian ersattes med ett trätak 1815.

### Senare förändringar
På 1860-talet skedde en större omgestaltning av kyrkorummet under ledning av arkitekt Per Ulrik Stenhammar, då bland annat korfönstret förstorades, så att det fick samma storlek som övriga fönster, mur mellan torn och långhus revs, golv och bänkar ersattes. Samtidigt målades kyrkorummets snickerier i grått. 1904 var det dags för en stor omgestaltning av kyrkans exteriör, delvis i nybarock stil, då kyrkan i stort fick dagens utseende. Ansvarig arkitekt var Fritz Eckert. Utöver ny sockelputs, slätputsade lusener och omfattningar runt fönster tillkom då också portalerna i kalksten. Även sakristian breddades åt öster. Kyrkans insida blev smyckad med dekormålningar av konstnär Edvard August Bergh. Orgelläktaren ombyggdes för 800 kr. av byggmästare Nilsson. Kyrkorummet omgestaltades på nytt 1951, då en målsättning var att återskapa 1700-talets kyrkorum. Korfönstret krymptes och fick samma form och storlek som 1773 och en glasmålning av Nils-Aron Berge, bänkarna byttes ut mot nya slutna, på golvet la man lackat tegel och väggar och valv kalkades vita, så att 1904 års dekormålning försvann.Samtidigt målade man ytterfasaden i en ljus färg med ockra-inslag. I samband med en fasadrenovering 2011 återfick väggarna sin gula färg från 1904.

## Inventarier
- Kyrkans äldsta föremål är dopfunten från omkring 1200 i sandsten med en övre ringkedja och fyra likarmade kors på foten.[4]
- Från medeltiden är också två lusänglar som fungerat som krön till ljusstavar. I den ena handen höll ängeln en klocka, och med hjälp av ett snöre kunde man få den att röra armen så att klockan ringde, som en del av mässfirandet. Den ena ängeln är kraftigt restaurerad och sitter på den främsta bänkraden. Den har också fått en modern kopia på andra sidan mittgången. Den andra, som är fragmentarisk, sitter på norra väggen intill dörren till sakristian.[8]
- Dopskålen som används idag skänktes av Isaac Cronström 1673. Den är tillverkad i driven mässing och har ett lock med en skulptur föreställande Johannes Döparen. Den har en fot från 1967, tillverkad av konstnären Pierre Forssell.[5]
- Altaret är tillverkat i trä 1865. Det är prytt med förgyllda ornament, varav några skänktes till kyrkan 1874 och tidigare har suttit på en predikstol i Västerås domkyrka.[5]
- Bakom altaret står en sjuarmad ljusstake i mässing, som skänktes av kyrkoherde Johan Rabenius år 1692.[5]
- Över dörren till predikstolen står en krucifixgrupp i mässing, med ett försilvrat kors. Det skänktes som altarprydnad 1673 av Isaac Cronström.[5]
- Bara sex år senare ersattes den av en altarmålning föreställande den bedjande Kristus, som i dag hänger på den södra väggen, målad av Johan Johansson Aureller den äldre. Den fungerade som altarmålning fram till 1865 och skänktes till kyrkan av Carl Adlervald.[5]
- Bland gravminnen märks Carl Adlervalds och kapten Marcus Cronströms begravningsvapen, döda 1788 respektive 1688 och kyrkoherde Magnus Swederus och hans hustru Anna Maria Christiernins epitafium.[5]
- Från tiden omkring 1650 kommer en snidad biskopsstol som står i kyrkan.[5]
- Predikstolen, byggd 1773 efter murmästare Anders Bergströms ritningar i en sväng rokokostil, är ovanligt välbevarad. Den är grönmarmorerad med förgyllda emblem,[2] och kommer från Västerås domkyrka.[5]
- I tornet hänger två klockor. Storklockan väger 1 820 kg och blev senast omgjuten 1809 av Gerhard Horner. Den har in inskription som lyder: ”Kommer i lefvande att ära Gud i hans tempel och undervisas i salighet. Kommer i döde att hvila i edra grifter till dess domklocka eder uppväcker och dömas efter edra gerningar.” Lillklockan väger 860 kg och blev senast omgjuten 1839 av J G Liljendal. Dess inskription lyder: ”Hör klockans klang, som genom rymden ljuder och till Guds hus och helga sabbat bjuder dig att i bättringens och nådens tid när vandringsman sist grafvens klockor kalla och vilotjället väntar dig och alla gå till herras ro i Jesu frid.”[9]

## Orglar
- På 1500-talet flyttades en orgel hit från Västerås kloster, som då revs. Orgeln flyttades omkring 1580 till Västerås domkyrka.
- 1829 byggde Pehr Zacharias Strand, Stockholm en orgel med 12 stämmor. Fasaden byggdes i sengustaviansk stil.

| Manual              | Pedal   |
| ------------------- | ------- |
| Borduna 16'         | Bihängd |
| Principal 8'        |         |
| Flauto cuspida 8'   |         |
| Vox vinolata 8'     |         |
| Octava 4'           |         |
| Flauto fistula 4'   |         |
| Quinta juste 3'     |         |
| Octava 2'           |         |
| Regula mixta 3 chor |         |
| Trumpet 16'         |         |
| Trumpet 8'          |         |
| Vox virgina 8'      |         |

- 1905 byggdes en pneumatisk orgel med rooseweltlådor av E. A. Setterquist & Son, Örebro. Den kostade 5 500 kr. Fasaden från 1829 års orgel bibehölls. [10] Orgeln avsynades 25 februari 1905 av musikdirektör Anders Jobs, Stockholm. Invigning 26 februari 1905.[11]

| Manual I     | Manual II           | Pedal         | Koppel    |
| ------------ | ------------------- | ------------- | --------- |
| Borduna 16'  | Salicional 8'       | Subbas 16'    | I/P       |
| Principal 8' | Rörflöjt 8'         | Violoncell 8' | II/P      |
| Borduna 8'   | Flûte harmonique 8' |               | II/I      |
| Gamba 8'     | Violin 4'           |               | I 4'/I    |
| Octava 4'    | Crescendosvällare   |               | II 16'/II |
| Trumpet 8'   |                     |               |           |
| Sonnette     |                     |               |           |

Utlösare, piano, mezzoforte, forte, tutti. Registersvällare.
- 1951 utökades och omdiponerades orgeln av Åkerman & Lund, Knivsta.[2]

| Huvudverk I              | Svällverk II             | Pedal                   | Koppel    |
| Principal 8´ (1905)      | Rörflöjt 8´ (1905)       | Subbas 16´ (1905)       | I/P       |
| Bourdon 8' (1905)        | Salicional 8' (1905)     | Borduna 8´ (1905)       | II/P      |
| Oktava 4' (1905)         | Principal 4' (1905/1951) | Koralbas 4' (1905/1951) | II/I      |
| Hohlflöjt 4' (1905/1951) | Gemshorn 4' (1951)       | Flöjt 2' (1951)         | I 4'/I    |
| Oktava 2' (1905/1951)    | Nasat 2 2⁄3' (1951)      |                         | II 16'/II |
| Mixtur 3-4 chor (1951)   | Blockflöjt 2' (1951)     |                         |           |
| Trumpet 8' (1905)        | Terz 1 3⁄5' (1951)       |                         |           |
|                          | Krummhorn 8' (1951)      |                         |           |
|                          | Crescendosvällare        |                         |           |

## Övrigt
Författaren och sångtextförfattaren Julia Nyberg, mest känd för verket Vårvindar friska, är begravd under altarplatsen i kyrkans kor.

## Galleri

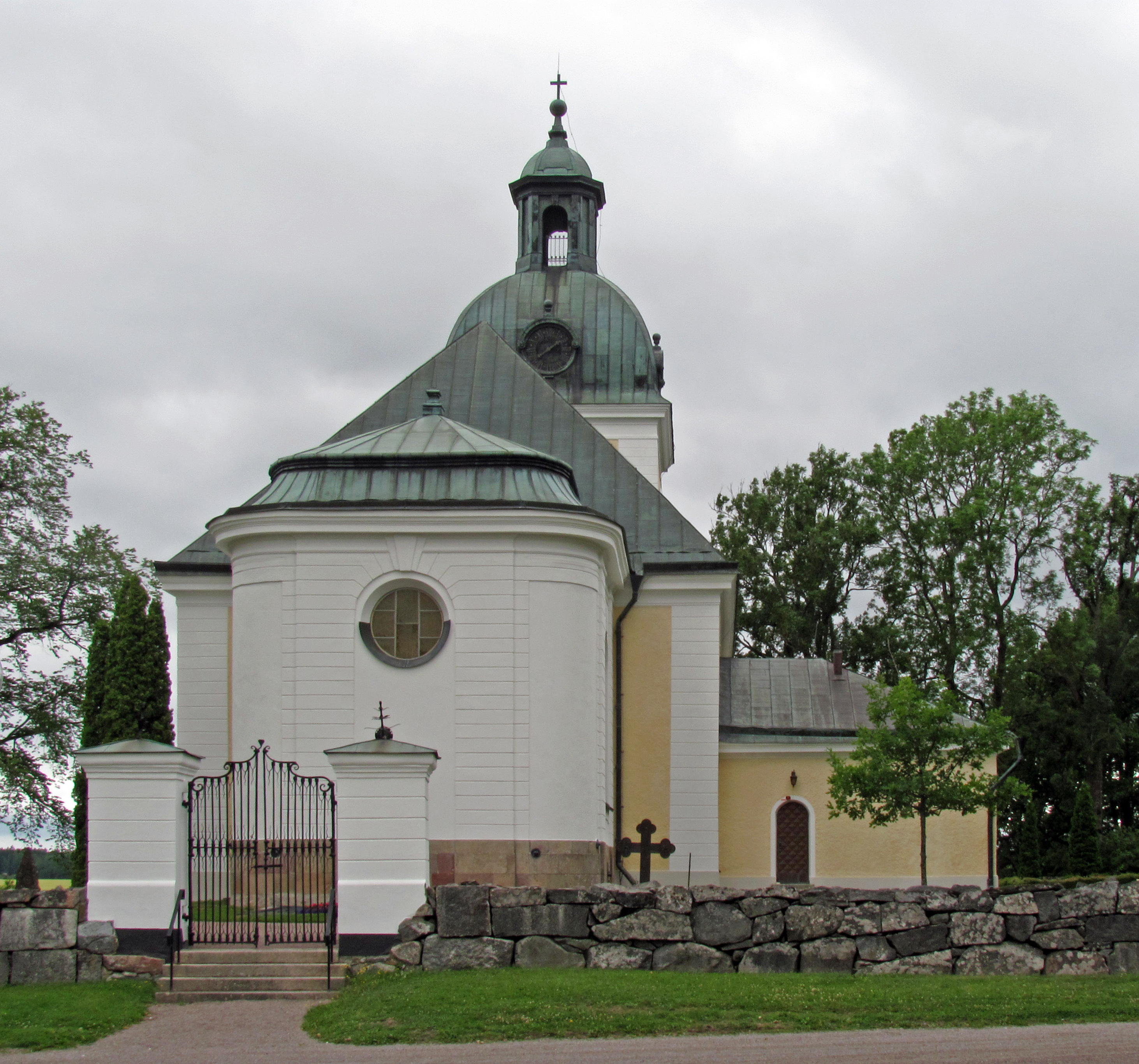
Skultuna kyrka från öster
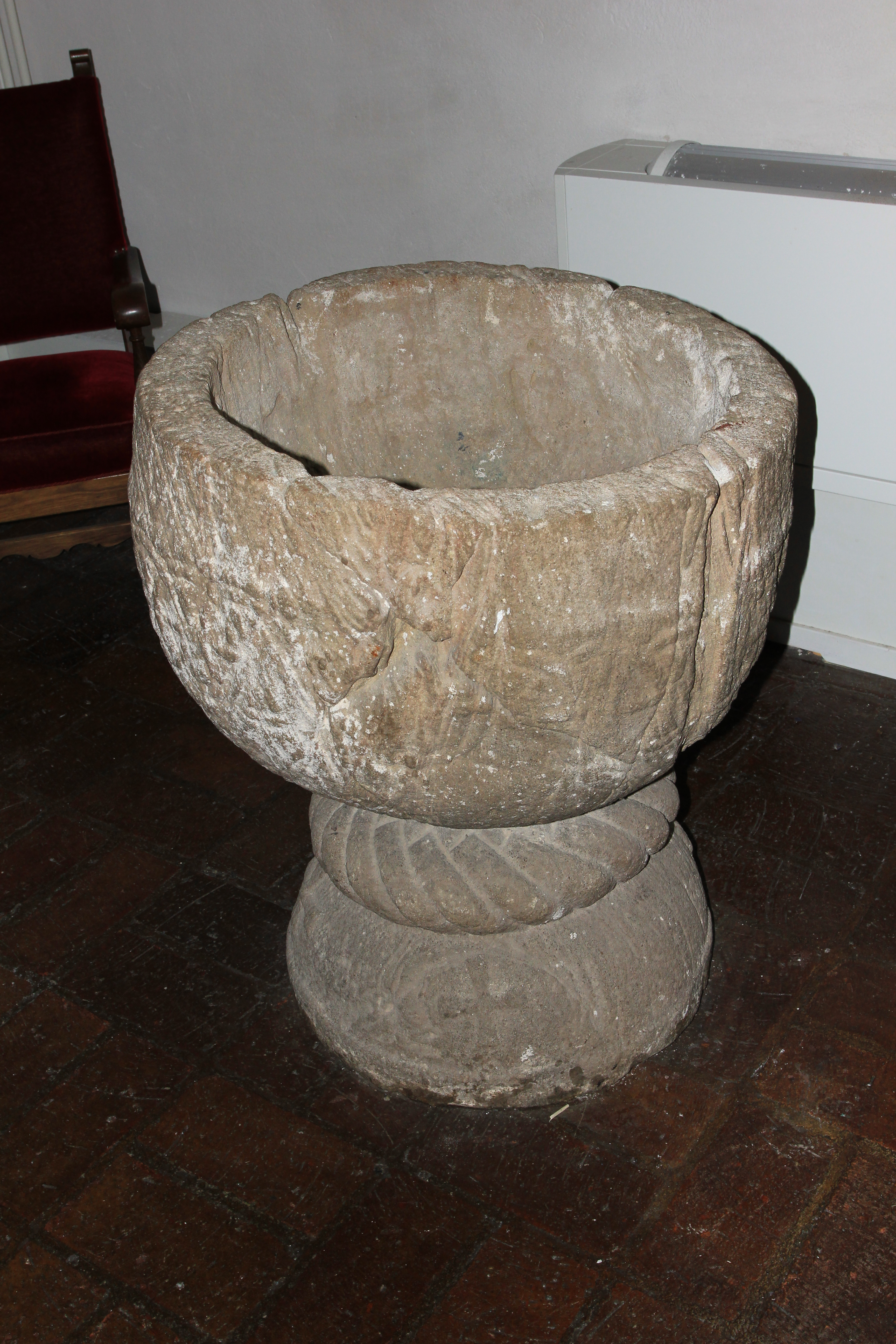
Dopfunten
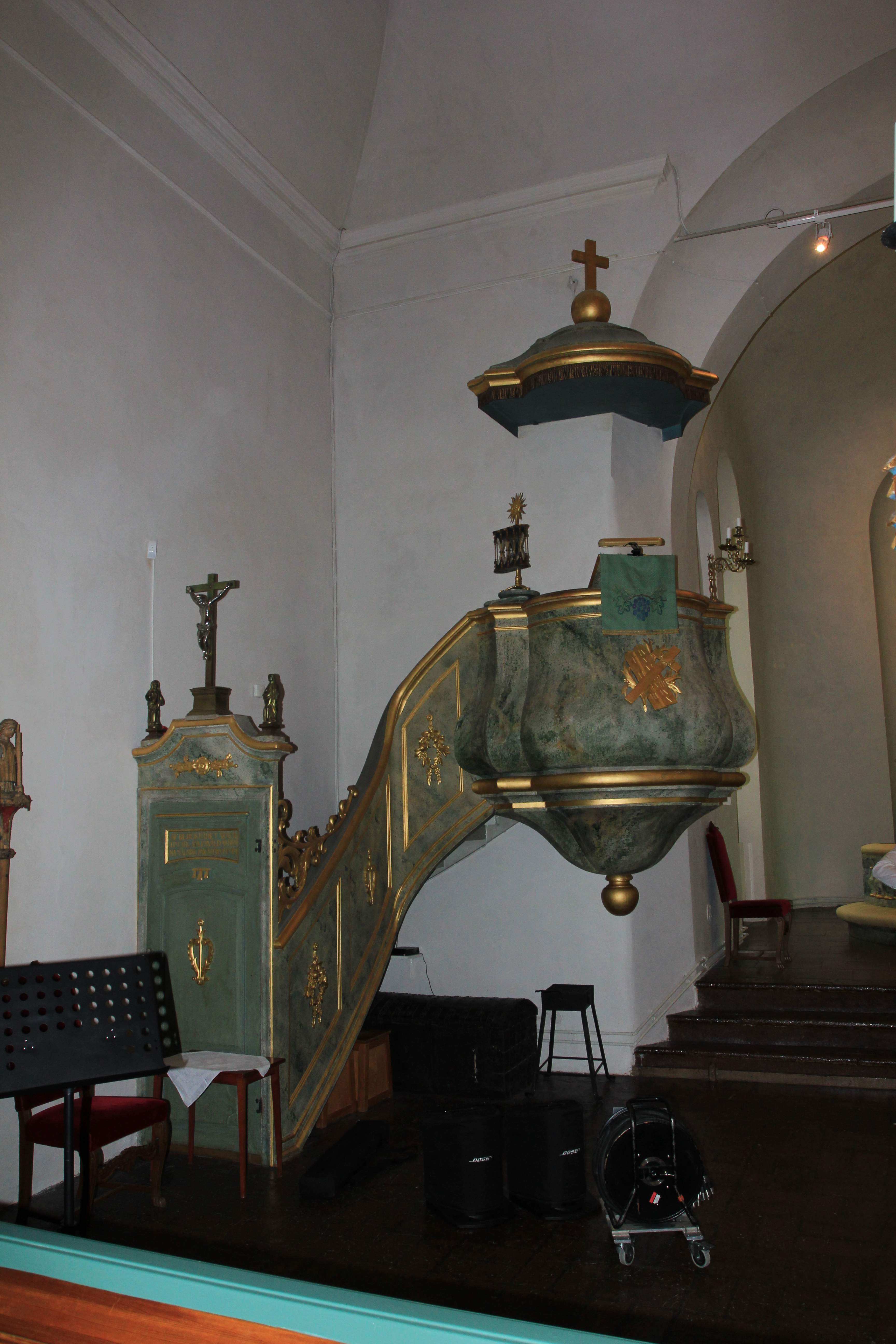
Predikstolen
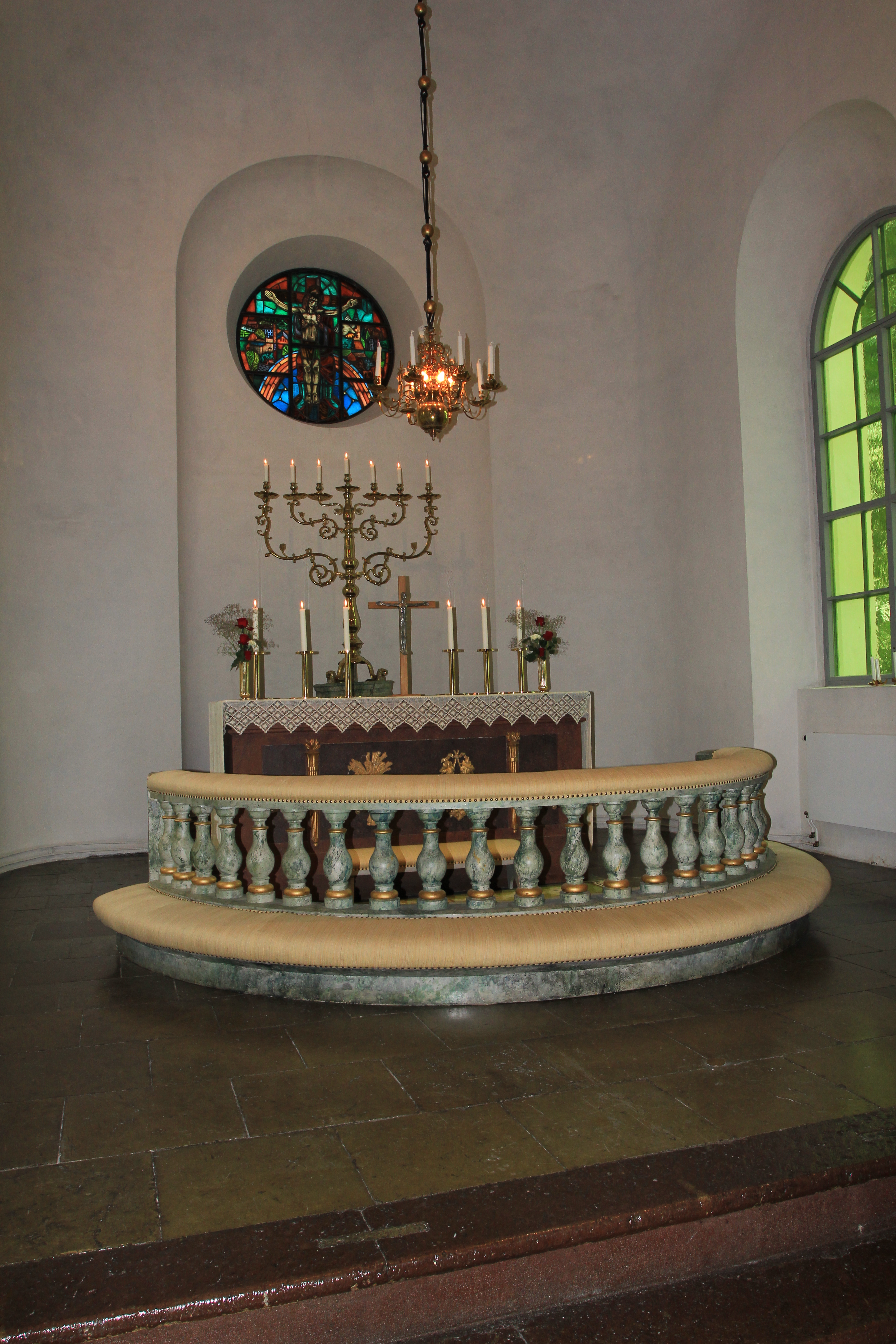
Koret